# Wolfgang Kaleck
Wolfgang Kaleck (Neuendettelsau, 1960) és un advocat alemany especialitzat en drets civils, que ha destacat en la lluita jurídica i alhora política per a denunciar els abusos de poder en l'aplicació de les lleis i en l'establiment d'estàndards jurídics universals. És el fundador i director del Centre Europeu pels Drets Humans i Constitucionals (ECCHR).

## Trajectòria
Després d'estudiar dret a la Universitat de Bonn, Kaleck va completar part de la seva formació legal a Guatemala el 1990, on va treballar a l'organització de drets humans Comisión de Derechos Humanos de Guatemala. De retorn a Alemanya, va representar primer activistes de l'antiga Alemanya de l'Est, que volien inspeccionar els seus fitxers de l'Stasi, i després víctimes de crims d'odi de l'extrema dreta. A partir de 1998, va iniciar casos a la jurisdicció alemanya per a exigir responsabilitats als militars argentins Jorge Videla i Emilio Massera per l'assassinat i la tortura de víctimes d'origen alemany durant la dictadura militar (1976-1983) demanant-ne l'extradició. També va ser president federal del col·legi d'advocats alemanys d'esquerres, Republikanische Anwältinnen- und Anwälteverein.
El 14 de novembre de 2006, Kaleck va sol·licitar, en cooperació amb l'ECCHR, càrrecs de processament penal davant d'un tribunal alemany contra diversos funcionaris i personal militar dels Estats Units d'Amèrica en relació amb les presumptes violacions dels drets humans a les presons d'Abu Ghraib i Guantánamo, en nom d'onze demandants. L'acció, àmpliament divulgada, va tenir com a objectiu l'aleshores secretari de Defensa dels Estats Units, Donald Rumsfeld, i el cap de la CIA, George Tenet, així com altres alts funcionaris del Pentàgon. Kaleck els va acusar de cometre crims de guerra i greus violacions dels drets humans contra els presoners. Rumsfeld volia cancel·lar la seva participació a la Conferència de Seguretat de Múnic a causa d'un possible processament resultant a Alemanya. Tanmateix, la denúncia va ser rebutjada pel fiscal general alemany poc abans de la conferència. Posteriorment, el relator especial de les Nacions Unides, Leandro Despouy, es va lamentar de la manca d'independència del poder judicial alemany. El 2017, Kaleck, juntament amb l'ECCHR, va presentar una querella penal davant la fiscalia general alemanya contra la subdirectora de la CIA, Gina Haspel, per la seva suposada implicació en tortura.
Kaleck es va fer conegut per un públic més ampli perquè va representar Edward Snowden com a advocat. A més del seu treball penalista, Kaleck publica sobre temes com ara la política de drets humans, el colonialisme i la responsabilitat corporativa. Els seus textos han estat publicats per Die Zeit, Der Spiegel i Frankfurter Allgemein Zeitung.

## Obra publicada
- Kampf gegen die Straflosigkeit. Argentiniens Militärs vor Gericht. Wagenbach, Berlin 2010, ISBN 978-3-8031-2646-7.
- Mit zweierlei Maß: Der Westen und das Völkerstrafrecht. Wagenbach, Berlin 2012, ISBN 978-3-8031-3642-8.
- Mit Recht gegen die Macht. Unser weltweiter Kampf für die Menschenrechte. Hanser, Berlin 2015, ISBN 978-3-446-24944-8
- (gemeinsam mit Miriam Saage-Maaß): Unternehmen vor Gericht. Globale Kämpfe für Menschenrechte. Wagenbach, Berlin 2016, ISBN 978-3-8031-2748-8
- Als Herausgeber mit Nele Austermann, Andreas Fischer-Lescano, Heike Kleffner, Kati Lang, Maximilian Pichl, Ronen Steinke, Tore Vetter: Recht gegen rechts. Report 2020. S. Fischer Verlag, Frankfurt am Main 2020, ISBN 978-3-596-00250-4.
- Als Herausgeber mit Karina Theurer: Dekoloniale Rechtskritik und Rechtspraxis. Nomos Verlag, Baden-Baden 2020, ISBN 978-3-8487-6253-8.
- Als Herausgeber mit Morten Bergsmo und Torkel Psahl: Colonial Wrongs and Access to International Law. Torkel Opsahl Academic EPublisher, 2020 ISBN 978-82-8348-133-4
- Die konkrete Utopie der Menschenrechte. Ein Blick zurück in die Zukunft. S. Fischer Verlag, Frankfurt am Main 2021, ISBN 978-3-10-397064-7